# Ludwik Napoleon Józef Bonaparte
Ludwik Napoleon Józef Hieronim Bonaparte (fr.: Louis-Napoléon-Joseph-Jérôme, Prince Napoléon, Prince français, Altesse Impériale) zwany Ludwik (ur. 16 lipca 1864 w Meudon, zm. 14 października 1932 w Prangins) – francuski książę i wojskowy, był młodszym synem małżonków Napoleona Józefa i Klotyldy Bonapartów.

## Życiorys
W roku 1884 Ludwik odbył służbę wojskową jako ochotnik w 31 pułku piechoty stacjonowanym w Blois i udał się w dwuletnią podróż naokoło świata. Gdy powrócił do Europy, nie miał już ojczyzny, gdyż władze III Republiki Francuskiej ogłosiły prawo o banicji wszelkich pretendentów do tronu (1886). Nie mogąc służyć w armii francuskiej, Ludwik wstąpił 1887 do wojska Italii i służył jako kapitan w 13 pułku szwoleżerów w Weronie, ale dwa lata później opuścił Italię z powodu antyfrancuskich nastrojów w armii. Ciotka Matylda, posiadająca duże wpływy na dworze petersburskim, załatwiła mu w roku 1890 patent oficerski w armii carskiej, w której służył do roku 1917 (1914 – 1917 w funkcji raczej honorowej).
Karierę wojskową w Rosji Ludwik zaczął jako oficer pułku kawaleryjskiego w Niżnym Nowgorodzie, potem służył na Kaukazie. W czasie wojny rosyjsko-japońskiej był gubernatorem wojskowym Erywania. Zakończył służbę czynną w roku 1910 jako generał dywizji w Gwardii Cesarskiej i kawaler orderów Orła Białego i św.Andrzeja. Już od 1885 miał Order Annuncjaty, nadany mu przez kuzyna Humberta I. W roku 1904, po śmierci ciotki Matyldy Bonaparte, odziedziczył cały jej majątek (7 mln franków w złocie), co było ostro krytykowane przez cesarzową-wdowę Eugenię, która uważała, że ta scheda należała się starszemu bratu, Napoleonowi Wiktorowi, który jako głowa rodu Bonaparte i pretendent do cesarskiego tronu francuskiego miał duże wydatki. W swym testamencie Eugenia nie zapisała w związku z tym generałowi Ludwikowi ani grosza.
W tym samym roku 1910 Ludwik Bonaparte przeniósł się do rodzinnego majątku w Prangins nad jeziorem Genewskim w Szwajcarii i odmawiał konsekwentnie wszelkiego udziału w rozgrywkach politycznych, choć ojciec ks. Plonplon, skłócony z bratem Ludwika Napoleonem Wiktorem, pragnął by młodszy syn był jego następcą jako pretendent bonapartystowski. Po wybuchu I wojny światowej Ludwik, podobnie jak brat, zwrócił się do prezydenta Francji z prośbą o przyjęcie do armii francuskiej, ale nie otrzymał odpowiedzi, po czym car Mikołaj II mianował go swym reprezentantem przy księciu Aosty, kuzynie Ludwika, dowódcy III Armii włoskiej walczącej z Austro-Węgrami.
Po zakończeniu wojny Ludwik spędził resztę życia w Prangins poświęcając się studiom przyrodniczym i kompletowaniu swych wspaniałych zbiorów bibliotecznych. Zmarł nagle na apopleksję w 1932 roku. Był nieżonaty i bezdzietny.